# Jörn Ebeling
Jörn Ebeling (geboren 18. März 1939 in Celle; gestorben 2006) war ein deutscher Dichter und Übersetzer.

## Dichter
Jörn Ebeling hat vor allem in den 80er Jahren des 20. Jahrhunderts eine Reihe von Gedichtbänden veröffentlicht, die aufwändig gedruckt und teils mit Grafiken versehen waren. Er hat Gedichte und Prosa aus dem Französischen übersetzt. Dazu gehörten Gedichte von Gérard de Nerval und der Roman Die schöne Gefangene von Alain Robbe-Grillet.
Oskar Ansull hat immer wieder an Ebeling erinnert und ihn als „bis heute unterschätzt und wenig beachtet“ beschrieben.
Ebeling hat jedoch den Nicolas-Born-Preis des Landes Niedersachsen erhalten und konnte ein Stipendium im Stuttgarter Schriftstellerhaus wahrnehmen.

## Anekdote
Jörn Ebeling hat Arno Schmidt drei Mal besucht. Beim ersten Mal passierte er das Bargfelder Häuschen eher zufällig als Spaziergänger. Beim zweiten Mal meldete er sich als Verehrer an und wurde von Arno Schmidt mit Freundin zu Kaffee und Kuchen für eine halbe Stunde eingeladen. Beim dritten Mal wurde er von Raubdruckern, die Zettels Traum ohne Autorisierung druckten, als angekündigter Emissär vorgeschickt, der von Arno Schmidt am Gartenzaun abgefertigt wurde.

## Publikationen

### Übersetzungen aus dem Französischen
- Gérard de Nerval: Gedichte. Zeichnungen von Heinz Trökes. Verlag Hagar Rolf Kuhn, Schleiden-Olef/Eifel 1963, DNB 453554245 (französisch: Poèmes. Übersetzt von Jörn Ebeling).
- Die Lieder der Bilitis. Aus dem Griechischen ins Französische übertragen von Pierre Louys. Aus dem Französischen ins Deutsche übertragen von Jörn Ebeling. Radierungen von Eugène Dodeigne. Zwirner, Köln 1963, DNB 453088244.
- René Magritte und der Surrealismus in Belgien. Kunstverein und Kunsthaus Hamburg, 23. Januar bis 28. März 1982. Ausstellungskatalog. Frölich & Kaufmann, Berlin 1982, DNB 820802328 (französisch: René Magritte et le surréalisme en Belgique: Musées royaux des beaux-arts de Belgique. Brüssel. Übersetzt von Jörn Ebeling).
- Alain Robbe-Grillet: Die schöne Gefangene. Ein Roman mit 77 Bildern von René Magritte. DTV, München 1984, ISBN 3-423-02888-2 (französisch: La belle captive. Übersetzt von Jörn Ebeling).
- Monique Laederach: Partituren. Gedichte aus der französischen Schweiz. Straelener Manuskripte Verlag, Straelen 1990, ISBN 3-89107-024-1 (französisch: La partition. Übersetzt von Jörn Ebeling).

### Gedichtbände
- Zungenschläge. Präluminarien eines Analphabeten: Te kata me ; Anima quadratur ; Diu jammerjar ; King Richard ; Sera Sará ; Welder wie Felder ; Canto ; Cahnt rossignol. 1963, OCLC 63383423.
- Schattenboxen. Gedichte und keine Gedichte. Mit einer Radierung und 7 Zeichnungen von Harri Huysman. Olefer Hagarpresse Kuhn, Olef/Eifel 1965, DNB 451030087.
- Ypsilon. Rainer-Verl. R. Pretzell & F. Siebrasse, Berlin 1966, DNB 572946287.
- Widmung in 342 Zeilen. Rainer-Verlag, Berlin 1967, DNB 456503587.
- Altenceller Rosengarten. Rainer-Verlag, Berlin 1980, DNB 810236907.
- ? Rainer-Verlag, Berlin 1980, DNB 810236907.
- 2. UE-music, Endzüge, Reclamationen. Rainer-Verlag, Berlin 1981, ISBN 3-88537-033-6.

### Hörspiel
- 1975: Jörn Ebeling: An der Wand. Dokumentation. Regie: Günter Bommert (Hörspielwerkstatt – RB)[5]

### Anthologien
- Jörn Ebeling: Lebendiges Bilderbuch. In: Manfred Hausin, Norbert Ney (Hrsg.): Das Buch vom grossen Durst. Ein schäumendes Fass voller Gedichte und Geschichten. Fackelträger, Hannover 1987, ISBN 3-7716-1482-1, S. 41.[6][7]
- Stomps, V. O. (Hrsg.): Kleines Lyrikalphabet MCMLXIII [neunzehnhundertdreiundsechzig]. Mit 12 Materialdrucken von Originalcollagen von Sigurd Kuschnerus. Mit Gedichten von Wilfried Bredow, Friedrich-Christian Delius, Wolfgang Dick, Karin Dübbers, Jörn Ebeling u. v. a. Eremiten-Presse, Stierstadt 1964, DNB 880368802.
- Jörn Ebeling: Anglotsch und Brockendeutsch. In: Ragni Maria Gschwend (Hrsg.): Der schiefe Turm von Babel. Geschichten vom Übersetzen, Dolmetschen und Verstehen Ein Lesebuch. Straelener Manuskripte-Verlag, Straelen/Niederrhein 2000, ISBN 3-89107-048-9, S. 43 ff.

## Auszeichnungen
- 1986 Präsenz-Stipendium im Stuttgarter Schriftstellerhaus
- 1988 Nicolas-Born-Preis (ehemals Künstlerstipendium bzw. Kunstpreis des Landes Niedersachsen für Literatur)